# Raková (district de Čadca)
Pour les articles homonymes, voir Raková.
Raková est une commune du district de Čadca, dans la région de Žilina, en Slovaquie.

## Histoire
La première mention écrite du village date de 1658.

## Démographie

### Évolution de la population
| Année:               | 1994. | 2004.   | 2014.   | 2024.   |
| -------------------- | ----- | ------- | ------- | ------- |
| Nombre de personnes: | 4734  | 5120    | 5411    | 5603    |
| Différence:          |       | +8,15 % | +5,68 % | +3,54 % |

| Année:               | 2023. | 2024.   |
| -------------------- | ----- | ------- |
| Nombre de personnes: | 5629  | 5603    |
| Différence:          |       | -0,46 % |